# Perrierite-(Ce)
La perrierite-(Ce) è un minerale appartenente al gruppo della chevkinite.